# Polydesmus cerrrutti
Polydesmus cerrrutti är en mångfotingart som beskrevs av Pius Strasser 1967. Polydesmus cerrrutti ingår i släktet Polydesmus och familjen plattdubbelfotingar. Inga underarter finns listade i Catalogue of Life.